# 乙原愛
乙原 愛（おとはら あい、8月19日 - ）は、元宝塚歌劇団・星組の娘役。
神奈川県藤沢市、神奈川県立湘南高等学校出身。身長は160cm。愛称はのんの。

## 略歴
- 1982年、宝塚音楽学校入学。
- 1984年、70期生として宝塚歌劇団に入団。入団時の成績は6番。雪組公演『風と共に去りぬ』で初舞台。その後星組に配属。
- 1986年、『華麗なるファンタジア』の新人公演で初ヒロインを務める。
- 1989年、ニューヨーク公演のメンバーに選抜される。
- 1993年、宝塚歌劇団を退団。

## 宝塚歌劇団時代の主な舞台
- 1986年9月、『華麗なるファンタジア』新人公演：クネゴンド（本役：南風まい）＊新人公演初ヒロイン／『ブギ・ウギ・フォーリーズ』
- 1987年1月、『紫子』新人公演：桂（本役：花愛望都）／『ジュビリー・タイム!』
- 1987年2月、10月『蒼いくちづけ』 （バウ・東京特別）アイリーン
- 1987年6月、『別離の肖像』新人公演：別離の歌手（本役：?）、クレナ（本役：毬藻えり）
- 1988年2月、『炎のボレロ』新人公演：ミランダ（本役：洲悠花）[1]／『Too Hot!』
- 1988年8月、『戦争と平和』新人公演：ナターシャ・ロストワ（本役：南風まい） ＊新人公演ヒロイン
- 1988年10月、『ミッドナイト・シティ・ロマンス』（バウ）アイリーン
- 1989年3月、『春の踊り』[2]／『ディガ・ディガ・ドゥ』キャロル・シンクレア
- 1989年10月、『宝塚をどり讃歌』／『タカラヅカ・フォーエバー』（ニューヨーク）
- 1989年11月、『シャンテ・シャンテ・シャンテ』（バウ）
- 1990年1月、『太陽に背を向けて』（バウ）好麗峰
- 1990年3月、『ベルサイユのばら -フェルゼンとマリー・アントワネット編-』（東京）新人公演：ソフィア（本役：羽衣蘭）
- 1990年5月、『メイフラワー』新人公演：ジュリー・オーエンス（本役：青山雪菜）／『宝塚レビュー'90』
- 1990年9月、『シティライト・メロディ』（バウ）アニタ
- 1990年11月、『アポロンの迷宮』新人公演：イヴェット・ルノー（本役：洲悠花）／『ジーザス・ディアマンテ』
- 1991年1月、『パル・ジョーイ』（バウ）フランシーヌ
- 1991年5月、『恋人たちの肖像』ヘレナ[3]／『ナルシス・ノアール』
- 1992年5月、『白夜伝説』レッド・キャップ・ティナ／『ワンナイト・ミラージュ』
- 1992年10月、『ハロー、ジョージ!』（バウ・東京特別）カロライン
- 1993年1月、『宝寿頌』／『PARFUM DE PARIS』